# سارة هاريسون (ممثلة)
سارة هاريسون (بالإنجليزية: Sarah Harrison)‏ هي كاتبة غنائية وموسيقية ومغنية وممثلة مالطية، ولدت في 2 سبتمبر 1990 في مالطا.

## أعمال

### أفلام
- (2005) هاري بوتر وكأس النار
- (2007) هاري بوتر وجماعة العنقاء[6][7]

## وصلات خارجية
- سارة هاريسون على موقع IMDb (الإنجليزية)
- سارة هاريسون على موقع ميوزك برينز (الإنجليزية)
- سارة هاريسون على موقع كينوبويسك (الروسية)